# Стилвотер (Минесота)
Стилвотер (енгл. Stillwater) град је у америчкој савезној држави Минесота.

## Демографија
По попису из 2010. године број становника је 18.225, што је 3.082 (20,4%) становника више него 2000. године.
| Група             | 2000.          | 2010.          |
| Белци             | 14.685 (97,0%) | 17.124 (94,0%) |
| Афроамериканци    | 48 (0,3%)      | 178 (1,0%)     |
| Азијати           | 86 (0,6%)      | 205 (1,1%)     |
| Хиспаноамериканци | 148 (1,0%)     | 349 (1,9%)     |
| Укупно            | 15.143         | 18.225         |